# André, o Apóstolo
André, Santo André ou André Apóstolo (em grego: 'Ανδρέας; romaniz.: Andréas) (Betsaida, Galileia, século I a.C., — Patras, 60 d.C.), conhecido na tradição ortodoxa como Protocletos (o "primeiro [a ser] chamado"), é um apóstolo cristão, irmão do Apóstolo Pedro. O nome "André" (do grego "ανδρεία", andreía, "hombridade" ou "coragem"), como diversos outros nomes gregos, parece ter sido comum entre os judeus dos séculos III ou II a.C. Não se tem registro de qualquer nome hebraico ou aramaico seu.
De acordo com Hipólito de Roma, ele pregou na Trácia e sua presença em Bizâncio também é mencionada no apócrifo "Atos de André", escrito no século II. Esta diocese se desenvolverá e acabará por se tornar o Patriarcado de Constantinopla. André é, por isso, considerado como seu fundador.

## Evangelhos
O Novo Testamento registra que André era irmão de Pedro, do que se pode concluir que ele também era filho de Jonas, ou João (Mateus 16:17; João 1:42). Nasceu em Betsaida, às margens do Mar da Galileia (João 1:44). Tanto ele quanto seu irmão Pedro eram pescadores, por profissão, e segundo a tradição Jesus os teria chamado para serem seus discípulos, dizendo que faria deles "pescadores de homens" (em grego: ἁλιείς ἀνθρώπων, transl. halieís anthrópon). André também teria ocupado a mesma casa que Jesus, no início da vida pública deste, em Cafarnaum. (Marcos 1:21-29).
O Evangelho de João conta que André era um discípulo de João Batista, cujo testemunho levou o próprio André e João, o Evangelista, a seguirem Jesus (João 1:35-40). André imediatamente reconheceu Jesus como o Messias, e apressou-se a apresentá-lo a seu irmão Pedro (João 1:41). A partir daí os dois irmãos se tornaram discípulos fiéis de Jesus. Numa ocasião posterior, antes do derradeiro chamado ao apostolado, passaram a ser companheiros mais íntimos e abandonaram todos os seus pertences para seguir Jesus.
André é mencionado nos evangelhos como estando presente em diversas ocasiões de importância, como um dos discípulos mais próximos de Jesus (Marcos 13:3; João 6:8, João 12:22); os Atos dos Apóstolos apenas o mencionam uma única vez (Atos 1:13).

## Padres da Igreja
Eusébio de Cesareia, citando Orígenes, conta que André pregou na Ásia Menor e na Cítia, ao longo do mar Negro, chegando até o rio Volga e Kiev — daí que se tenha tornado padroeiro da Romênia e da Rússia. De acordo com a tradição, teria fundado a sede de Bizâncio (Constantinopla), em 38, e instaurado Estácio como bispo. Esta diocese iria posteriormente se transformar no Patriarcado de Constantinopla, do qual André é reconhecido como santo padroeiro.
André teria sofrido o martírio através da crucifixão, em Patras (Patrae), na Acaia. Embora os textos mais antigos, como os Atos de André, mencionados por Gregório de Tours, descrevem que ele teria sido atado, e não pregado, a uma cruz latina, desenvolveu-se uma tradição de que André teria sido crucificado numa cruz do tipo conhecido como Crux decussata ("cruz em forma de 'x'"), comumente conhecida como "cruz de Santo André", e que isto teria sido feito a pedido dele próprio, que se julgava indigno de ser crucificado no mesmo tipo de cruz que havia sido usada para crucificar Cristo. A iconografia familiar de seu martírio, que mostra o apóstolo atado à cruz em forma de 'x', não parece ter sido padronizada até o fim da Idade Média.

## Relíquias

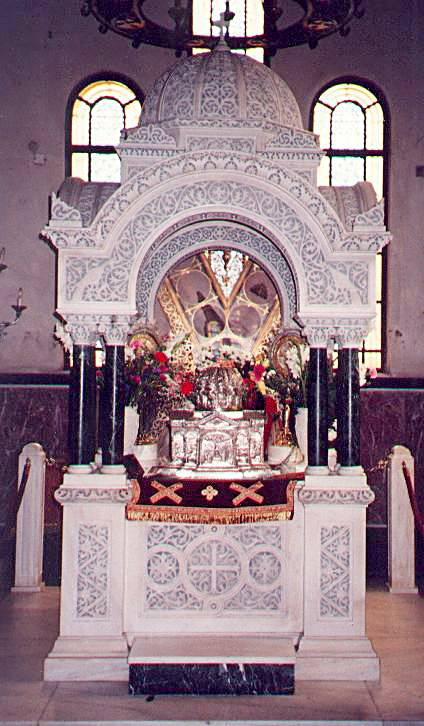
Relicário contendo restos de Santo André, em Patras

O destino de suas relíquias varia de acordo com as diversas tradições de sua lenda; seus ossos, inicialmente em Patras, cidade da qual Santo André é o patrono, teriam sido levados para Constantinopla, por decreto imperial, onde foram exibidas num triunfo magnífico em 3 de março de 357, quando chegaram à capital do Império Romano do Oriente, até seu lugar de repouso final, na Igreja dos Santos Apóstolos. Durante a Quarta Cruzada (1203/1204) foram roubadas pelos cruzados — supostamente para protegê-los dos turcos. A cabeça do santo, considerada um dos tesouros da Basílica de São Pedro, seria um presente do déspota bizantino Tomás Paleólogo ao papa Pio II, em 1461. Recentemente, por decisão do papa Paulo VI, em 1964, as relíquias que ainda eram mantidas no Vaticano, que consistiam de um dedo, parte do topo do crânio e pequenos pedaços da cruz, foram enviadas de volta a Patras — onde são mantidas na Igreja de Santo André, num santuário especial, e reverenciados anualmente a 30 de novembro — ato que foi visto como um gesto de reaproximação entre as igrejas Romana e Ortodoxa. Uma tradição escocesa afirma que as relíquias teriam sido levadas para o país, mais especificamente para a cidade que leva o seu nome, St. Andrews; a bandeira da Escócia apresentaria a sua cruz, que, após a união da Escócia com a Inglaterra, também passaria a fazer parte da bandeira do Reino Unido.
Relicário com o pedaço dos restos mortais de Santo André, em Santo André (Barreiro), em Portugal
Em Portugal, existe uma relíquia com um pedaço dos restos mortais do Apóstolo Santo André, na Paróquia da vila de Santo André (Barreiro), da vigaria de Barreiro-Moita, da Diocese de Setúbal, foi oferecida pela própria Santa Sé, entregue ao pároco Nuno Pacheco, pelo então Núncio apostólico, representante da Santa Sé em Portugal Ivo Scapolo